# Galathea spinimanus
Galathea spinimanus is een tienpotigensoort uit de familie van de Galatheidae. De wetenschappelijke naam van de soort is voor het eerst geldig gepubliceerd in 1900 door Borradaile.